# Antonio Daganzo
Antonio Daganzo (Madrid, 12 de marzo de 1976) es un poeta, narrador y periodista español. Licenciado en Ciencias de la Información por la Universidad Complutense de Madrid. Conferenciante y divulgador cultural, ha desarrollado también una importante labor en el conocimiento y divulgación de la música clásica. 

## Publicaciones de poesía
- ’’Siendo en ti aire y oscuro’’. Ed. Slovento, Madrid, 2004.
- ’’Que en limpidez se encuentre’’. Ediciones Vitruvio, Madrid, 2007.
- ’’Mientras viva el doliente’’. Ediciones Vitruvio, Madrid, 2010.  Libro recomendado por la Asociación de Editores de Poesía.
- ’’Mientras viva el doliente’’. El Quirófano Ediciones, Guayaquil, 2014.
- ’’Llamarse por encima de la noche’’. RIL editores, Santiago de Chile, 2012.
- ’’Juventud todavía’’. Ediciones Vitruvio, Madrid, 2015. Premio de la Crítica de Madrid. Premio "Sarmiento" de Poesía (Valladolid,2017).
- "Los corazones recios". Ediciones Vitruvio, Madrid, 2019.
- "La sangre Música". RIL editores,  Barcelona - Santiago de Chile, 2021.
- "Pasos de centinela (Vigilia y alba entre Oriente y Occidente)". 200 haikus. Ediciones Ruinas Circulares, Colección "Iluminaciones", Buenos Aires, 2021.

## Inclusiones en antologías de poesía
- ’’Agua: símbolo y memoria’’. Ed. Slovento, Madrid, 2006. Conmemorativa del 30.º aniversario del Café Libertad 8 de Madrid.
- ’’12+1’’: Una antología de poetas madrileños actuales. Ed. Endymion, Madrid, 2012.
- ’’Sonetos para el siglo XXI’’: prólogo de Modesto González Lucas. Ed. Vitruvio, Madrid, 2017.
- "Foto Verso". Con fotografías de Guillermo Quintanilla. Ed. Azul, Valladolid,2017.
- "Fugitivo y eterno. Poemas a los ríos del mundo". Ed.Verbum, Madrid, 2018.
- "Poetas del Mundo en Madrid". Prólogo de Justo Sotelo. Ed, Búho Búcaro de Poesía,Madrid,2019.
- "Versos para bailar o no". Coordinación de Javier Irigaray. ED. Almuzara, Córdoba, 2019.
- "Memorias de la XIII edición del Festival de Poesía de Guayaquil “Ileana Espinel Cedeño”. Ministerio de Cultura y Patrimonio de Ecuador. Instituto de Fomento a la Creatividad y la Innovación. Corporación Cultural El Quirófano. Guayaquil, Ecuador, 2020.
- “Suspiro, brilla Pablo Neruda. Cuarenta textos y biografías”. Antología de poetas en castellano. Selección y traducción al árabe de Hussein Nhaba. Ebjed Fundación de traducción, publicación y distribución. Bagdad, Irak, 2020.
- "Treciembre. Coro de voces". Coordinación de Araceli Sagüillo, Carlos Aganzo y José Antonio Valle Alonso. Ediciones Vitruvio, Colección "Treciembre", Madrid, 2021.

## Inclusiones en antologías de narrativa
- “Relatos del Prado. Antología homenaje en el bicentenario del Museo del Prado”. Prólogo de Javier Portús. Antología por Elena Muñoz. Comentarios por Santiago Manzarbeitia Valle. Ed. Ondina, Madrid, 2020.